# Gnathoclita
Gnathoclita is een geslacht van rechtvleugeligen uit de familie sabelsprinkhanen (Tettigoniidae). De wetenschappelijke naam van dit geslacht is voor het eerst geldig gepubliceerd in 1842 door Wilhem de Haan.

## Soorten
Het geslacht Gnathoclita omvat de volgende soorten:
- Gnathoclita laevifrons Beier, 1960
- Gnathoclita peruviana Carl, 1921
- Gnathoclita sodalis Brunner von Wattenwyl, 1895
- Gnathoclita vorax Stoll, 1813
- Gnathoclita anostostoma Gorochov, 2012